# Tanimuca
Tanimuca y Rétuarâ o Letuama son dos mitades patrilineales exógamas de una etnia indígena, Ufaina, que habita a orillas de los ríos Guacayá, Popeyacá, Mirití y bajo Apaporis, en Colombia. Su número sería de unos 991 individuos. Hablan una lengua de la familia tukana. 

## Vivienda
Viven en casas comunales o "malocas" semicónicas de 20 m de diámetro. El lugar de cada cual en la maloca depende de su papel social. Los solteros están en el centro y carecen de fogón. Al Ancestro o jefe fanaca o Panaca, sus dos ayudantes kihehonaki, el director de bailes baja kean y el mohán o chamán yai, tienen su lugar.

## Léxico
|ma'i=  mamá
|a'bí=  papá
|yapua= árbol, leña o palo      
|papera= papel  
|ma'ki= hijo
|ócoa=  agua  
|tupana= Dios

## Economía
Practican la agricultura itinerante centrada en el cultivo de la yuca amarga, al lado de la cual siembran chontaduro, ají, tabaco, piña, lulo, guama, marañón, caimo y Uva caimarona.
Cazan, principalmente lapa, danta, pecarí, monos y pavas. pescan diferentes especies de peces con arpones y anzuelos. Recolectan frutos de moriche, seje, hormigas y larvas "mojojoy.

## Cosmología
Conciben el universo como un gran cono maloca integrado por platos superpuesto, seis arriba, masculinos, fuentes de energía, en el cielo, wehea, este mundo y seis, femeninos, abajo en la madre tierra namatu.
Los bailes y fiestas son muy importantes. Al comenzar el verano en diciembre celebran la tumba para hacer la chagra. Al final de enero o comienzo del febrero es el baile del chontaduro. Al comenzar el invierno en marzo o abril, tiene lugar el ritual masculino del "yurupari". En junio o julio son el ritual de "pluma blanca" y el wana o "baile de la guadua".